# Kimi ga shinu made koi o shitai
Kimi ga shinu made koi o shitai (jap. きみが死ぬまで恋をしたい) – manga autorstwa Aono Nachi, publikowana na łamach magazynu „Comic Yuri Hime” wydawnictwa Ichijinsha od sierpnia 2018 do grudnia 2019. Następnie została przeniesiona do serwisu PixivYurihime, w którym ukazuje się od stycznia 2020. 
Zapowiedziano powstanie adaptacji anime, za produkcję której odpowiadać będzie studio Roll2. 

## Fabuła
W szkole, która wychowuje osierocone dzieci, by stały się magicznymi broniami przeznaczonymi do walki na wojnie, 14-letnia Sheena Totsuki pewnego ranka nagle traci swoją współlokatorkę. Sheena tłumi swój żal i usiłuje zachować silną postawę, aż do wieczora, kiedy podchodzi do niej dziewczyna cała we krwi. Ku jej zdumieniu, mimo odniesionych ran, nieznajoma pozostaje radosna. Następnego dnia dołącza ona do klasy Sheeny jako nowa uczennica i przedstawia się jako Mimi Kagari. Sheena dowiaduje się, że Mimi jest rzekomo tajną bronią szkoły, ponieważ wygląda na to, że nie może umrzeć. Mimo różnic w podejściu do swojej sytuacji w szkole, Sheena i Mimi zostają współlokatorkami i stopniowo się do siebie zbliżają.

## Bohaterowie
- Sheena Totsuki (jap. ト ツ キ シ ー ナ Totsuki Shīna)

Seiyū: Rie Takahashi 
- Mimi Kagari (jap. カガリ ミミ Kagari Mimi)

Seiyū: Rina Hidaka 
- Lizzy Seiran (jap. リジィ セイラン Rīji Seiran)

Seiyū: Asami Seto 
- Ali Maud (jap. モード アリ Mōdo Ari)

Seiyū: Yui Ishikawa 

## Manga
Początkowo manga była publikowana od 18 sierpnia 2018 do 28 grudnia 2019 w magazynie „Comic Yuri Hime”. Następnie seria została przeniesiona do serwisu PixivYurihime, w którym ukazuje się od stycznia 2020. Wydawnictwo Ichijinsha zebrało jej rozdziały do wydań w formacie tankōbon, których pierwszy tom ukazał się 18 stycznia 2019.
| Nr | Data wydania (język japoński) | ISBN (język japoński)  |
| -- | ----------------------------- | ---------------------- |
| 1  | 18 stycznia 2019              | ISBN 978-4-7580-7898-6 |
| 2  | 18 lipca 2019                 | ISBN 978-4-7580-7964-8 |
| 3  | 31 lipca 2020                 | ISBN 978-4-7580-2147-0 |
| 4  | 30 czerwca 2021               | ISBN 978-4-7580-2267-5 |
| 5  | 30 kwietnia 2022              | ISBN 978-4-7580-2399-3 |
| 6  | 25 stycznia 2023              | ISBN 978-4-7580-2497-6 |
| 7  | 29 lutego 2024                | ISBN 978-4-7580-2648-2 |
| 8  | 17 marca 2025                 | ISBN 978-4-7580-2865-3 |

## Anime
Adaptacja w formie telewizyjnego serialu anime została zapowiedziana 2 marca 2025. Seria zostanie wyprodukowana przez studio Roll2, a reżyserią zajmie się Takudai Kakuchi, wraz z Yasushim Tomodą jako asystentem reżysera. Scenariusz napisze Jukki Hanada, postacie zaprojektuje Kyoko Yufu, a muzykę skomponuje Yukari Hashimoto.

## Odbiór
Seria została nominowana do nagrody Next Manga Award 2019 w kategorii najlepsza manga drukowana.